# Эзна
Эзна (перс. ازنا‎) — город на западе Ирана, в провинции Лурестан. Административный центр шахрестана Эзна. Расположен на расстоянии приблизительно 120 километров к востоку от Хорремабада, административного центра провинции.
Город находится в центральной части Загроса, на высоте 1850 метров над уровнем моря. В зимний период температура может достигать −28,5 °C, в летний период — +33,3 °C. Среднегодовое количество осадков составляет приблизительно 525 мм. В целом за год в розе ветров в Эзне преобладают ветры северо-западного направления.
Город был основан эмигрантами из Армении около 600 лет назад.
Рядом с городом находится лагерь курдов-фейли, бежавших из Ирака в период правления Саддама Хусейна.

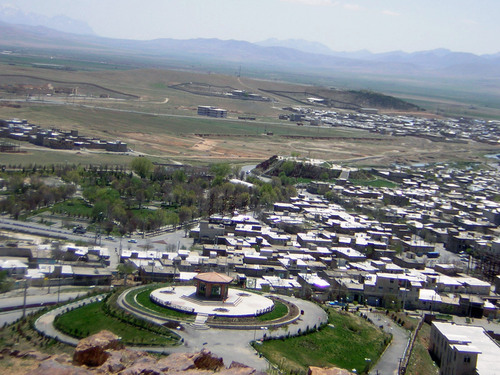
Панорама города

## Население
На 2006 год население составляло 37 645 человек.
| 1986   | 1991   | 1996   | 2006   |
| ------ | ------ | ------ | ------ |
| 25 824 | 29 857 | 35 401 | 37 645 |